# フィリップ・モル
フィリップ・モル（Phillip Moll, 1943年9月16日 - ）は、アメリカ合衆国出身のピアニスト。
シカゴの生まれ。1966年にハーバード大学の英文学科を卒業し、テキサス大学で音楽の修士号も取得した。一方で、アレクサンドル・チェレプニン、クロード・フランク、レナード・シュアの各氏にピアノを学んだ。1969年にドイツとの学術交流の奨学金を得てミュンヘンに行き、1970年からベルリン・ドイツ・オペラのピアノ伴奏者を務めた。1978年にベルリン・ドイツ・オペラを離れ、伴奏と室内楽のピアニストとしての活動を開始した。2004年からライプツィヒ音楽院で教鞭をとる。

## 註
1. ↑  festeburgkonzerte.de

| スタブアイコン | サブスタブ | この項目は、まだ閲覧者の調べものの参照としては役立たない、人物に関連した書きかけの項目です。この項目を加筆・訂正などしてくださる協力者を求めています（P:人物伝/PJ:人物伝）。 |